# Vivien Hübert
Vivien Hübert (1945) è un'ex sciatrice alpina norvegese.

## Biografia
Sciatrice polivalente, Vivien Hübert debuttò in campo internazionale in occasione del trofeo Holmenkollen-Kandahar 1964 (Voss, 14-15 marzo), dove si classificò 15ª nella discesa libera, 8ª nello slalom speciale e 12ª nella combinata; in Coppa del Mondo esordì nella stagione inaugurale del circuito, il 1º febbraio 1967 sul monte Bondone in slalom speciale (34ª), conquistò il miglior risultato il 25 febbraio 1968 a Oslo nella medesima specialità (7ª) e prese per l'ultima volta il via il 31 gennaio 1969 a Sankt Anton am Arlberg in discesa libera (50ª). La sua ultima gara internazionale fu la discesa libera pre-iridata disputata in Val Gardena il 13 febbraio 1969 (35ª); ottenne i suoi ultimi risultati agonistici ai Campionati norvegesi 1969 (Hemsedal, 21-23 febbraio), dove vinse la medaglia d'argento nello slalom gigante e quella di bronzo nella discesa libera. Non prese parte a rassegne olimpiche o iridate.

## Palmarès

### Coppa del Mondo
- Miglior piazzamento in classifica generale: 45ª nel 1968

### Campionati norvegesi
- 4 medaglie[senza fonte]:
  - 1 oro (discesa libera nel 1968)[5]
  - 1 argento (slalom gigante nel 1969)
  -  2 bronzi (slalom speciale nel 1964; discesa libera nel 1969)[senza fonte]